# Parmenonta strandiella
Parmenonta strandiella är en skalbaggsart som beskrevs av Stefan von Breuning 1940. Parmenonta strandiella ingår i släktet Parmenonta och familjen långhorningar.
Artens utbredningsområde är Paraguay. Inga underarter finns listade i Catalogue of Life.